# Daniele Gastaldello
Daniele Gastaldello (Camposampiero, 25 juni 1983) is een Italiaans voetballer die bij voorkeur als centrale verdediger speelt. Hij tekende in 2007 bij UC Sampdoria.

## Clubcarrière
Juventus haalde Gastaldello in 2002 weg uit de Serie C2 bij Calcio Padova. In 2003 trok hij naar Chievo. In januari 2004 werd de centrumverdediger uitgeleend aan FC Crotone. In 2005 werd hij teruggekocht door Juventus, dat hem onmiddellijk naar AC Siena liet vertrekken. Juventus werd wel mede-eigenaar van de speler. In 2007 werd hij verkocht aan UC Sampdoria. In maart 2010 verlengde Gastaldello zijn contract tot 2014. Eén jaar later werd zijn contract opnieuw verlengd, ditmaal tot 2016. Tijdens het seizoen 2011/12 speelde hij met Sampdoria één jaar in de Serie B. In januari 2012 werd Gastaldello na het vertrek van Angelo Palombo naar Internazionale de nieuwe aanvoerder van Sampdoria.

## Interlandcarrière
Op 28 augustus 2010 werd Gastaldello voor het eerst opgeroepen voor het Italiaans nationaal elftal. Op 29 maart 2011 vierde hij zijn interlanddebuut in een vriendschappelijke interland tegen Oekraïne.
| Interlands van Daniele Gastaldello voor Italië | Interlands van Daniele Gastaldello voor Italië | Interlands van Daniele Gastaldello voor Italië | Interlands van Daniele Gastaldello voor Italië | Interlands van Daniele Gastaldello voor Italië | Interlands van Daniele Gastaldello voor Italië | Interlands van Daniele Gastaldello voor Italië |
| №                                              | Datum                                          | Wedstrijd                                      | Uitslag                                        | Soort wedstrijd                                | Doelpunten                                     | Assists                                        |
| Als speler bij UC Sampdoria                    | Als speler bij UC Sampdoria                    | Als speler bij UC Sampdoria                    | Als speler bij UC Sampdoria                    | Als speler bij UC Sampdoria                    | Als speler bij UC Sampdoria                    | Als speler bij UC Sampdoria                    |
| ---------------------------------------------- | ---------------------------------------------- | ---------------------------------------------- | ---------------------------------------------- | ---------------------------------------------- | ---------------------------------------------- | ---------------------------------------------- |
| 1.                                             | 29 maart 2011                                  | Oekraïne – Italië                              | 0 – 2                                          | Vriendschappelijk                              | 0                                              | 0                                              |

Bijgewerkt t/m 23 december 2014